# Noank
Noank statisztikai település az USA Connecticut államában, New London megyében. Lakosainak száma 1654 fő (2020. április 1.).

## Népesség
A település népességének változása:

| 2010 | 1 796 |
| 2020 | 1 654 |